# Okada Keisuke

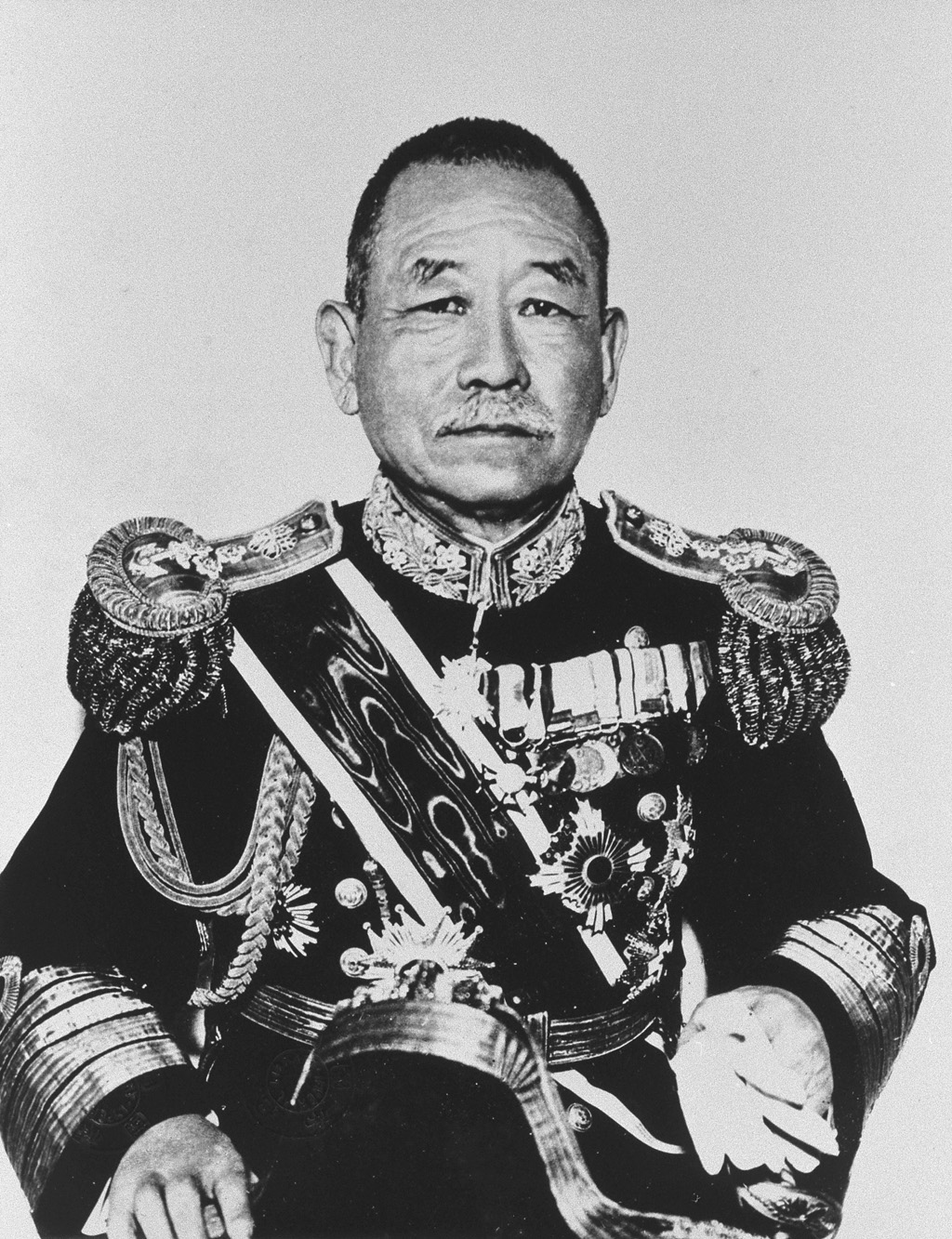
Okada Keisuke

Okada Keisuke (japanisch 岡田 啓介; * Keiō 4/1/21lunisolar/14. Februar 1868greg. in Fukui, Provinz Echizen; † 10. Oktober 1952) war ein japanischer Admiral der Kaiserlichen Marine, der unter anderem von 1927 bis 1929 sowie erneut zwischen 1932 und 1933 Marineminister war. Er war vom 8. Juli 1934 bis zum 9. März 1936 31. Premierminister Japans und musste knapp zwei Wochen nach dem Putschversuch vom 26. Februar 1936 zurücktreten.

## Leben

### Militärische Ausbildung und Seeoffizier
Okada Keisuke, Sohn eines Samurai aus dem vom Matsudaira-Klan beherrschten Fürstentum Fukui, begann als Seekadett und Teilnehmer des 15. Lehrgangs seine Ausbildung an der Kaiserlich Japanischen Marineakademie (Kaigun Heigakkō) in Tsukiji. Nachdem er die Ausbildung als Siebtbester von 80 Teilnehmern abgeschlossen hatte, wurde er am 20. April 1889 zum Fähnrich zur See befördert und an Bord des Schulschiffs Kongō versetzt. Im Anschluss fand er ab dem 14. März 1890 eine Verwendung an Bord des Geschützten Kreuzers Naniwa und war dort nach seiner Beförderung zum Leutnant zur See (Shōi) am 9. Juli 1890 zunächst stellvertretender Abteilungsoffizier sowie anschließend ab dem 28. August 1891 stellvertretender Navigator. Im Anschluss wurde er am 23. Mai 1892 an Bord des Raddampfers Jingei versetzt, ehe er nach einer am 20. Oktober 1892 begonnenen Wartestellung vom 21. Dezember 1892 bis zum 19. Dezember 1893 den C-Lehrgang an der Marinehochschule (Kaigun Daigakkō) absolvierte. Im Anschluss wurde er stellvertretender Abschnittsoffizier auf dem Geschützten Kreuzer Itsukushima und war danach kommissarischer Abschnittsoffizier im Matrosenkorps des Marinedistrikts Yokosuka, ehe er vom 8. Juni bis zum 5. Oktober 1894 Verwendung als kommissarischer Abschnittsoffizier auf der Naniwa fand.
Daraufhin wurde Okada als kommissarischer Abschnittsoffizier auf den Geschützten Kreuzer Takachiho versetzt, auf dem er nach seiner Beförderung zum Kapitänleutnant (Daii) am 9. Dezember 1894 Abschnittsoffizier wurde. Auf diesem nahm er während des Ersten Japanisch-Chinesischen Krieges an Patrouillenfahrten im Golf von Bohai und Einsätzen vor Port Arthur teil. Daraufhin folgte zwischen dem 20. Februar 1895 und dem 1. April 1896 eine Verwendung als Abschnittsoffizier der Minenleger der Torpedogruppe Tsushima sowie vom 1. April bis zum 26. Dezember 1896 als Abschnittsoffizier der zum Torpedokorps Sasebo gehörenden Torpedogruppe Nagasaki. Danach wurde er zunächst Abschnittsoffizier sowie ab dem 26. Oktober 1897 zusätzlich Leitender Navigationsoffizier auf der Gepanzerten Korvette Hiei, ehe er am 5. November 1897 Abschnittsoffizier auf dem Einheitslinienschiff Fuji wurde. Nachdem er zwischen dem 29. April und dem 19. Dezember 1898 den B-Lehrgang an der Marinehochschule besucht hatte, folgte ein Einsatz als Instrukteur im Torpedoausbildungszentrum. Im Anschluss absolvierte er zwischen dem 22. März 1899 und dem 20. Juni 1900 den A-Lehrgang an der Marinehochschule und wurde während dieser Zeit am 29. September 1899 auch zum Korvettenkapitän (Shōsa) befördert.

### Russisch-Japanischer Krieg

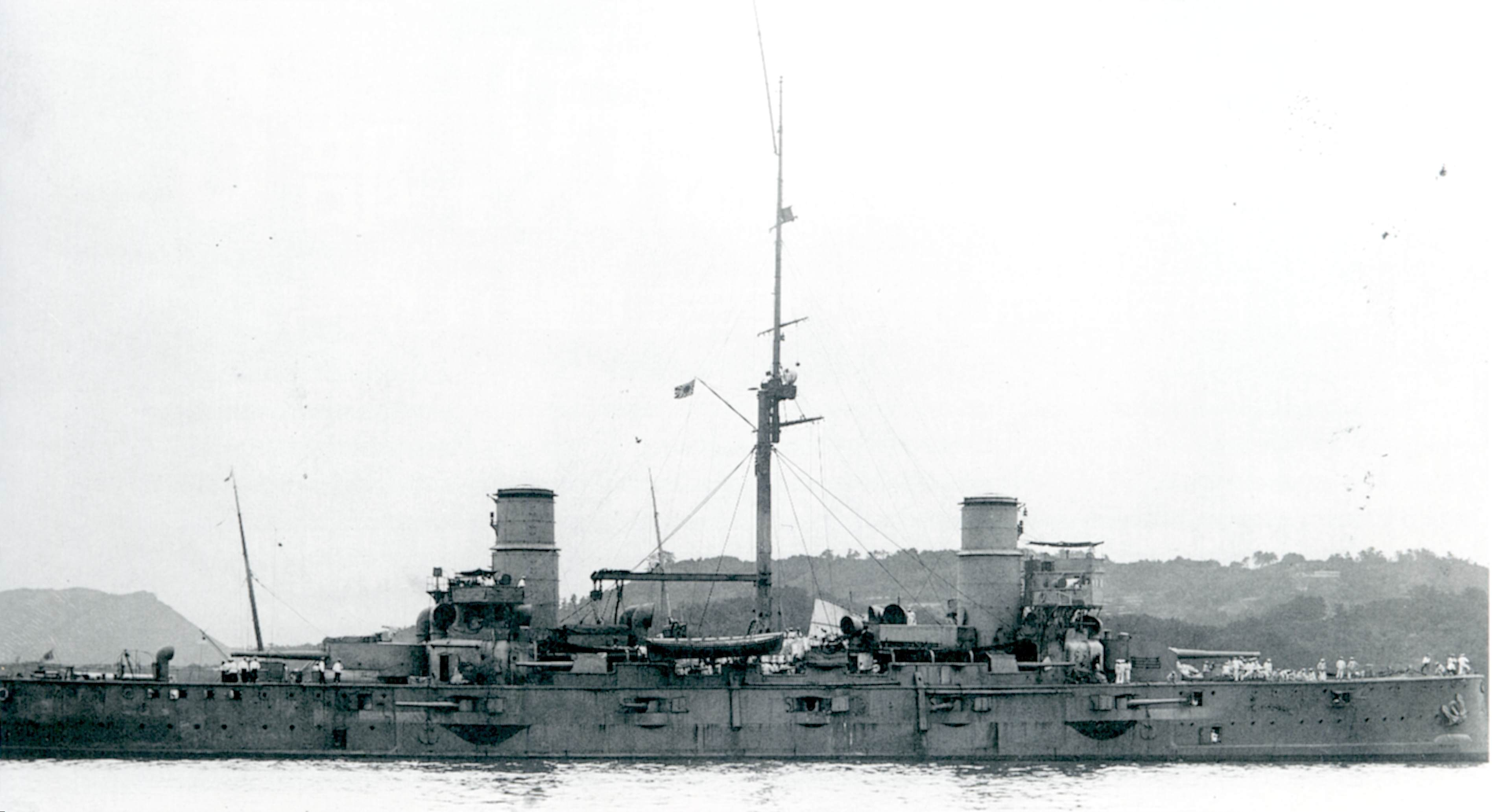
Als Kommandant des Panzerkreuzers Kasuga übernahm Kapitän zur See Okada Keisuke 1910 sein erstes eigenes Schiffskommando

Daraufhin kehrte Okada Keisuke zunächst als Abschnittsoffizier auf die Fuji zurück, ehe er vom 1. September bis zum 6. Dezember 1900 Leitender Torpedooffizier auf dem Einheitslinienschiff Shikishima war. Nachdem er vom 6. Dezember 1900 bis zum 24. Mai 1901 den Besuch des A-Lehrgangs an der Marinehochschule fortgesetzt hatte, befand er sich zunächst in einer Wartestellung und danach zwischen dem 7. Juni 1901 und dem 7. Juli 1903 in Verwendungen als Offizier in der Stabsabteilung 3 des Admiralstabes sowie als Instrukteur an der Marinehochschule. Im Anschluss war er vom 7. Juli bis zum 5. Oktober 1903 kommissarischer stellvertretender Kommandant des Geschützten Kreuzers Chitose und nach einer neuerlichen Wartestellung vom 7. März bis zum 11. April 1904 Stabsoffizier im Marinedistrikt Sasebo. Nach einer kurzzeitigen Verwendung als Ausrüstungsoffizier auf der Marinewerft Yokosuka war er zwischen dem 21. April 1904 und dem 12. Januar 1905 stellvertretender Kommandant des Ungeschützten Kreuzers Yaeyama. In dieser Verwendung wurde er am 13. Juli 1904 zum Fregattenkapitän (Chūsa) befördert und nahm während des Russisch-Japanischen Krieges am 10. August 1904 an der Seeschlacht im Gelben Meer teil.
Okada wurde am 12. Januar 1905 stellvertretender Kommandant der Chitose sowie am 5. April 1905 stellvertretender Kommandant des Panzerkreuzers Kasuga. Er nahm mit diesem vom 27. bis zum 28. Mai 1905 auch an der Seeschlacht bei Tsushima teil, die mit einer vernichtenden Niederlage der russischen Seite endete und vorentscheidend für den Ausgang des Russisch-Japanischen Krieges war. Nach Kriegsende wurde er am 20. Dezember 1905 stellvertretender Kommandant des Einheitslinienschiffes Asahi und daraufhin am 11. Mai 1906 Instrukteur im Torpedoausbildungszentrum sowie an der Marinehochschule. Nach seiner Beförderung zum Kapitän zur See (Daisa) wurde er am 25. September 1908 Rektor der Torpedoschule, ehe er vom 25. Juli 1910 bis 4. Januar 1911 als Kommandant des Panzerkreuzers Kasuga sein erstes eigenes Schiffskommando übernahm. Nach einer kurzzeitigen Verwendung im Stab des Marinedistrikts Yokosuka wurde er am 16. Januar 1911 Stabsoffizier in der Personalabteilung des Marineministeriums sowie am 1. Dezember 1912 Kommandant des Leichten Kreuzers Kashima.

### Aufstieg zum Admiral und Marineminister
Nach seiner Beförderung zum Konteradmiral (Shōshō) wurde Okada am 1. Dezember 1913 Leiter der Waffenabteilung der Marinewerft Sasebo und im Anschluss am 18. August 1914 Kommandeur in der 2. Flotte, ehe er am 1. Dezember 1914 Kommandeur des 1. Geschwaders sowie am 1. April 1915 Kommandeur des 3. Geschwaders wurde. Er fungierte danach vom 1. Oktober bis 13. Dezember 1915 als Leiter der Abteilungen 2 und 3 des Marinetechnikkommandos und danach als Leiter der Personalabteilung des Marineministeriums.
Am 1. Dezember 1917 wurde Okada Keisuke nach seiner Beförderung zum Vizeadmiral (Chūjō) zum Direktor der Marinewerft Sasebo ernannt und im Anschluss am 4. September 1918 zum Mitglied des Admiralitätsausschusses. Anschließend fungierte er zwischen dem 18. Oktober 1918 und dem 1. Oktober 1920 als Leiter der Schiffbauabteilung im Marineministerium sowie vom 1. Oktober 1920 bis zum 25. Mai 1923 als Direktor des Marineschiffbaukommandos, ehe er zwischen dem 25. Mai 1923 und dem 11. Juni 1924 Vize-Marineminister war. Während dieser Zeit gehörte er vom 11. Oktober 1920 bis zum 11. Juni 1924 abermals dem Admiralitätsausschuss als Mitglied an. Nach seiner Beförderung zum Admiral (Taisho) wurde er am 11. Juni 1924 Mitglied des Marinerates und im Anschluss am 1. Dezember 1924 Nachfolger von Admiral Suzuki Kantarō als Oberkommandierender der 1. Flotte und Kombinierten Flotte. Auf diesem Posten verblieb er bis zu seiner Ablösung durch Vizeadmiral Katō Hiroharu am 10. Dezember 1926. Er selbst war daraufhin zwischen dem 10. Dezember 1926 und dem 20. April 1927 Oberkommandierender des Marinedistrikts Yokosuka sowie erneut Mitglied des Admiralitätsausschusses.
Premierminister Tanaka Giichi berief Okada am 20. April 1927 erstmals zum Marineminister in dessen Kabinett, dem er bis zum Ende von Tanakas Amtszeit am 2. Juli 1929 angehörte. Im Anschluss wurde er am 2. Juli 1929 wiederum Mitglied des Marinerates sowie am 11. Dezember 1929 Mitglied des Geheimen Kronrates Sūmitsu-in, einem Gremium zur Beratung des Tennō. Am 26. Mai 1932 ernannte in Premierminister Saitō Makoto als Marineminister in dessen Kabinett und bekleidete dieses Ministeramt bis zu seiner Ablösung durch Admiral Ōsumi Mineo am 9. Januar 1933. Nach einer anschließenden kurzen Wartestellung wurde er am 21. Januar 1933 in die zweite Reserve versetzt.

### Premierminister 1934 bis 1936

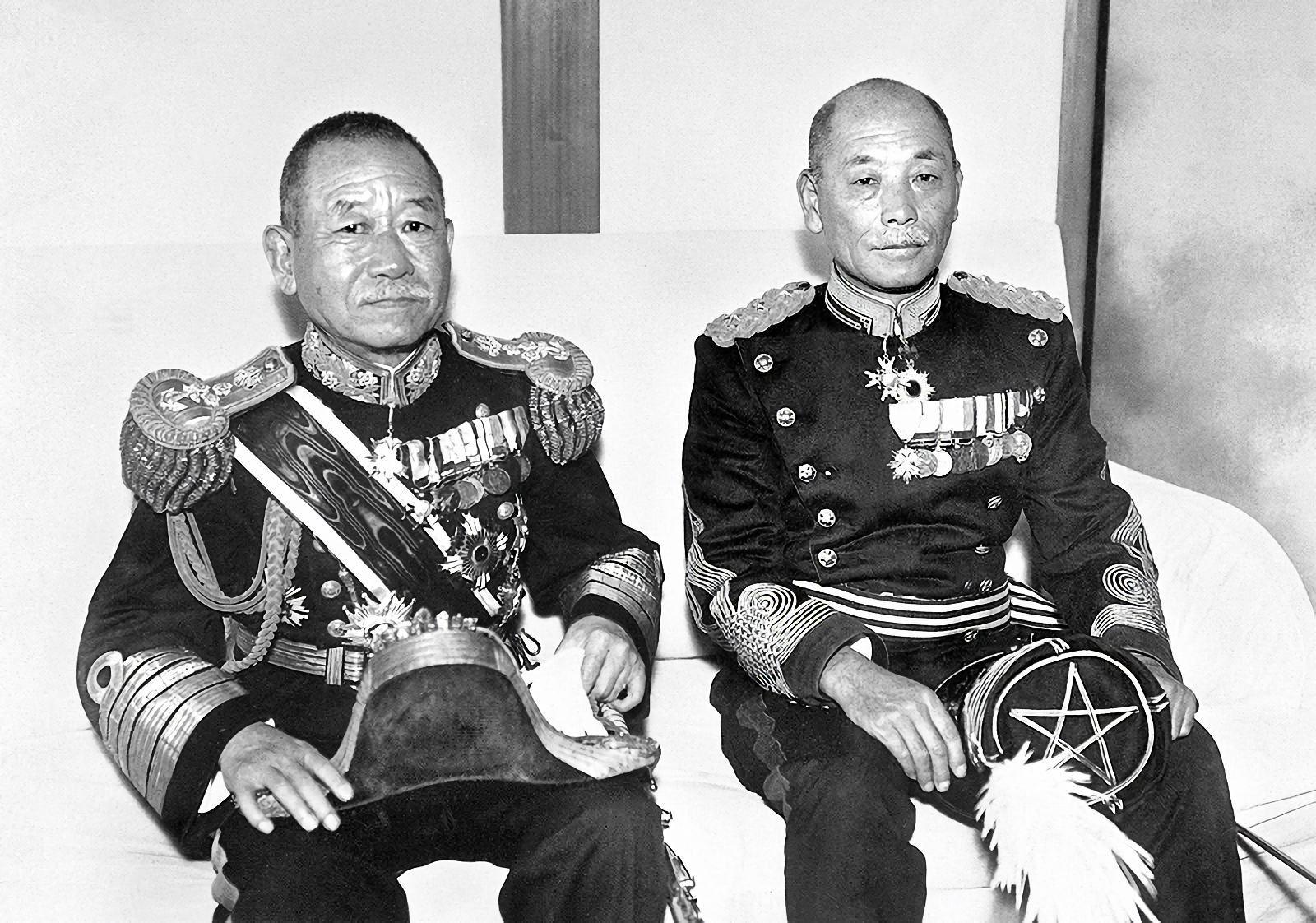
Okada Keisuke (links) mit seinem Schwager und Privatsekretär Oberst Denzō Matsuo, der mit ihm verwechselt und statt seiner beim Putschversuch vom 26. Februar 1936 (ni-niroku jiken) ermordet wurde

Okada Keisuke übernahm am 8. Juli 1934 von Saitō Makoto schließlich selbst das Amt des Premierministers. Zugleich übernahm er vom bisherigen Minister Ryūtarō Nagai das Amt des Kolonialministers, das er im Rahmen einer Kabinettsumbildung am 25. Oktober 1934 an Hideo Kodama übergab. Im Rahmen einer neuerlichen Regierungsumbildung übernahm er am 9. September 1935 von Tokonami Takejirō kommissarisch das Amt des Kommunikationsministers und übergab dieses bei einer weiteren Kabinettsumbildung drei Tage später am 12. September 1935 an Mochizuki Keisuke. Sein „Kabinett der Nationalen Einheit“ wurde wie bereits das vorherige Kabinett Saitō durch die Konstitutionell-Demokratische Partei (Rikken Minseitō) unterstützt.
Während seiner Amtszeit kam es zum Putschversuch vom 26. Februar 1936 (ni-niroku jiken), bei dem 1500 junge Soldaten, zumeist aus den Reihen der Partei Kōdō-ha, in Tokio zu den Waffen griffen und das Parlament, das Heeresministerium und die Hauptquartiere der Polizei besetzten. Fast ganz Tokio war zeitweise unter der Kontrolle der Aufständischen. Drei Kabinettsmitglieder wurden getötet, der ehemalige Premierminister Saitō Makoto, Finanzminister Takahashi Korekiyo und General Watanabe Jōtarō, ein Führer der Tōsei-ha. Eine Gruppe von Offizieren stürmte die Residenz des Premierministers (Kantei) und versuchte, Premierminister Okada Keisuke, Admiral Suzuki Kantarō und Prinz Saionji Kimmochi zu töten, was jedoch misslang. Die Tötung Okadas scheiterte unter anderem deshalb, weil die Aufständischen seinen Schwager und Privatsekretär Oberst Denzō Matsuo für ihn hielten und statt seiner ermordeten. Er selbst blieb aber bis zum 28. Februar 1936 vermisst, so dass Innenminister Gotō Fumio das Amt des Premierministers ad Interim ausübte.
Die Aufständischen sahen sich selbst als Kämpfer im Namen des Tennō. Sie waren der Ansicht, dass die Regierung die japanische Eroberung Asiens nicht aggressiv genug anginge und zu sehr politischen und industriellen Interessen folge. Kaiser Hirohito befahl jedoch den Streitkräften, den Aufstand niederzuschlagen. Am 29. Februar wurde die Niederschlagung des Putschs gemeldet. Die Rädelsführer wurden zum Tode oder lebenslanger Haft verurteilt. Obwohl der Putsch innerhalb von drei Tagen niedergeschlagen wurde, waren seine politischen Folgen beträchtlich. Bis einschließlich Juli 1936 wurde das Kriegsrecht verhängt und Okada musste am 9. März 1936 zurücktreten, woraufhin der bisherige Außenminister Hirota Kōki sein Nachfolger wurde. Maßgeblichen Einfluss auf Tennō Hirohito bei der Ernennung Hirotas hatte insbesondere der zum Kaiserhaus gehörende Prinz Asaka Yasuhiko, der die neue Regierung als für die Aufständischen akzeptabler einschätzte.
Okada Keisuke, der am 21. Januar 1938 in den Ruhestand versetzt wurde, war an den Verhandlungen zur Kapitulation Japans zur Beendigung des Zweiten Weltkrieges beteiligt. Sein Schwiegersohn war der Politiker Hisatsune Sakomizu, der unter anderem 1945 Leiter des Kabinettssekretariats, zwischen 1960 und 1961 Leiter des Wirtschaftsplanungsamts sowie von 1961 bis 1962 Minister für Post und Telekommunikation war.
Okada Keisukes Grabstätte befindet sich auf dem Friedhof Tama in Fuchū (Präfektur Tokio).